# Bildungssystem in den Vereinigten Staaten

Bildungssystem in den Vereinigten Staaten

Das Bildungssystem in den Vereinigten Staaten umfasst alle Einrichtungen des Schul- und Hochschulbereichs. Es ist in die drei Bereiche Elementary (Primary) Schools, Secondary Education und Postsecondary Education unterteilt. Die USA gaben 2017 rund 6,1 Prozent des BIP für die Bildung aus. Das bedeutete in der OECD Platz sechs. 2,5 Prozent für die Tertiäre Bildung war einer der höchsten Werte.

## Schulsystem
Das Schulsystem in den Vereinigten Staaten bestand im Jahr 2011 aus rund 99.000 Schulen, davon 23.000 High Schools (s. u. mit bis zu 4.000 Schülern in der Einzelschule). Ca. 3,3 Mio. Lehrkräfte unterrichten ca. 50 Mio. Schüler.
Aufgrund der föderalistischen Staatsform ist die Schule eine Angelegenheit der Bundesstaaten mit einer großen Vielfalt von Regelungen. Auf der Bundesebene gibt es seit 1980 das Bildungsministerium der Vereinigten Staaten, dessen Aufgaben nur darin besteht, finanzielle Förderprogramme des Bundes zu entwickeln und bildungsrelevante Bundesgesetze zur Privatsphäre und Gleichberechtigung durchzusetzen. Dazu wurden auch Organisationen zur nationalen Testung geschaffen, so das National Assessment of Educational Progress (NAEP). Grundlegende Entscheidungen werden lokal auf der Ebene der Schulbezirke gefällt, sodass selbst innerhalb der einzelnen Bundesstaaten zum Beispiel die Schulstufen von Ort zu Ort unterschiedlich gegliedert sind. Historisch ist das im Misstrauen der frühen Kolonialisten gegen zentralistische Bevormundung begründet. Zusätzliche Komplexität entsteht aufgrund des sehr umfangreichen Netzes privater und konfessioneller Einrichtungen neben den staatlichen Schulen.

### Bildungspflicht
Die Regelung der Bildungspflicht (englisch Compulsory School Attendance) ist in den Vereinigten Staaten Sache der einzelnen Bundesstaaten. Sie beginnt je nach Bundesstaat mit fünf, sechs oder sieben Jahren und endet mit sechzehn, siebzehn oder achtzehn Jahren; die Staaten Connecticut, New Mexico, Oklahoma und Virginia sowie der District of Columbia haben dabei mit der Spanne von fünf bis achtzehn Jahren die längste Bildungspflicht.
Unter bestimmten Bedingungen kann der Schulbesuch durch Unschooling (vom Kind geleitetes Lernen; wird in den USA äußerst selten praktiziert) oder Homeschooling (Hausunterricht) ersetzt werden. Dafür entscheiden sich etwa 2 % der Eltern in den USA. Gründe dafür sind z. B. religiöse Ansichten, besondere Bedürfnisse der Kinder (z. B. mit Behinderung), Probleme in herkömmlichen Schulen (Mobbing, Drogen usw.) oder ein zu langer Schulweg. Es gibt viele Stimmen gegen Homeschooling; diese äußern, dass die Schüler keine sozialen Kompetenzen entwickeln, dass die Lehrer (oft die Eltern) keine hinreichende Ausbildung haben und dass Extremismus gefördert werden könnte.
Stand 2009 bekamen etwa 1,5 Millionen Kinder in den Vereinigten Staaten Hausunterricht.
Amerikanische Schulen sind – von der Grundschule an – Ganztagsschulen, an denen der Unterricht aller Schüler morgens zum selben Zeitpunkt beginnt und nachmittags auch zum selben Zeitpunkt endet. Darum betreiben alle Schulen auch Kantinen, in denen die Schüler zu Mittag essen.

### Öffentliche, private und konfessionelle Schulen
Die meisten Schüler in den Vereinigten Staaten (2010: 87 %) besuchen staatliche Schulen. Diese werden aus Steuergeldern finanziert, sodass die Eltern kein Schulgeld zahlen müssen. Etwa 11  % der US-Schüler besuchen Privatschulen (private schools); für diese muss ein Schulgeld bezahlt werden. Historisch betraf dies vor allem die katholischen Schulen.
Während die staatlichen Schulen in den Vereinigten Staaten stets weltlich, also nicht-konfessionell sind, wird bei den Privatschulen in weltliche und konfessionelle Schulen unterschieden. Der Begriff „konfessionell“ (parochial) wird hierbei erheblich weiter gefasst als vor dem Hintergrund der Konfessionen in Deutschland. Alle drei Gruppen staatliche Schulen, weltliche Privatschulen und konfessionelle Privatschulen – sind in allen Bereichen des Schulsystems von der Elementary School bis zur Universität vertreten. Auch in Privatschulen sind Schulgebete nicht erlaubt.
Während Privatschulen stets ein Schulgeld (tuition) erheben, ist der Besuch öffentlicher Schulen grundsätzlich kostenlos. Gebühren fallen lediglich an, wenn ein Kind eine öffentliche Schule in einem Schulbezirk besucht, der nicht der Schulbezirk der Wohnadresse ist. Neu ist das System der Charter School mit einer gemischten Finanzierung auch mit Bildungsgutscheinen. Dahinter steht die liberale Idee eines Wettbewerbs der Schulen untereinander.

### Unterschiede zwischen deutschem und US-amerikanischem Schulsystem
Das amerikanische Schulsystem sieht keine „vertikale Differenzierung“ vor, das heißt, unterschiedlich begabte Kinder werden zu keinem Zeitpunkt auf unterschiedliche Schulformen – wie Gymnasium, Realschule oder Hauptschule – aufgeteilt, sondern besuchen die für ihr Alter vorgesehene Schulstufe gemeinsam. Kinder mit speziellem Betreuungsbedarf (special needs children, z. B. Kinder mit geistiger Behinderung) besuchen allgemeine Schulen und werden dort entweder integrativ in normalen Klassenverbänden oder in Kleingruppen gefördert. Unterrichtet werden sie von speziell qualifizierten Fachlehrern; in integrativen Klassen arbeiten diese Seite an Seite mit den Klassenlehrern. Hochbegabte Kinder haben die Möglichkeit, einzelne Klassenstufen zu überspringen. In finanziell gut ausgestatteten Schulbezirken können Hochbegabte auch an besonderen Programmen (educational enrichment) teilnehmen. In Schulbezirken mit entsprechendem Budget bieten die Schulen Kindern, die dies benötigen, auch Leseförderung, Sprachtherapie und englische Sprachförderung (English for Speakers of Other Languages, kurz ESOL).
Von der Grundschule an werden die Klassenverbände jedes Jahr vollständig aufgelöst und neu zusammengesetzt. Auch die Klassenlehrer sind auf einzelne Jahrgangsstufen spezialisiert und wechseln meist jedes Jahr. Während die Neubildung der Klassenverbände in der Grundschulzeit vor allem darauf abzielt, Gruppenstrukturen mit günstigem Lernklima zu schaffen (z. B. Verhinderung von Cliquenbildung), geht es später, d. h. an der Middle School, vor allem darum, homogene Gruppen aus gleich begabten Kindern zu erzeugen. In den höheren Klassenstufen, also an den Junior Highschools und Highschools, gibt es keine Klassenverbände mehr. Ähnlich wie in der Gymnasialen Oberstufe in Deutschland belegen die Schüler hier Kurse, die gelegentlich sogar Klassenstufen-übergreifend durchgeführt werden. An die Stelle von Klassenlehrern treten an den Junior Highschools und Highschools Ansprechlehrer.

### Schulbezirke und Bundesstaaten
Anders als in Deutschland, wo die Schulpolitik Sache der Bundesländer ist, werden Entscheidungen, die die Schulstufen von der Elementary School bis zur High School betreffen, in den Vereinigten Staaten vor allem in den Schulbezirken gefällt. Schulbezirke bekommen aber auch strenge Richtlinien vom jeweiligen Department of Education des Bundesstaates. Der auf lokaler Ebene von der Bevölkerung gewählte Bildungsrat (Board of Education) legt innerhalb des Bezirks gewisse Bildungsrichtlinien und Schulsteuern fest, setzt Verwaltungs- und Lehrpersonal ein, richtet Schulen ein und unterhält sie mit staatlichen Geldern des Department of Education und auch von den oben genannten Quellen. Eigene Kurse werden so beschlossen und regionsspezifisch angeboten, beispielsweise haben Schulen in ländlichen Gebieten viele landwirtschaftliche Kurse im Angebot.
Die Ausbildung und Zulassung von Lehrern (Certification) ist hingegen eine Angelegenheit der Bundesstaaten.
Finanziert werden die Schulen aus den Steuern, die im Schulbezirk sowie im Bundesstaat als eine Art Grundsteuer erhoben werden (School Tax). Zusätzliche Zuschüsse erhalten sie aus den Steuereinnahmen des Bundesstaates. Viele Schulen werben darüber hinaus in eigener Initiative private Drittmittel (Fundraising) ein. Fundraising bietet z. B. die Möglichkeit, einer ganzen Klasse oder sogar einem ganzen Jahrgang für 1–2 Wochen eine besondere Klassenfahrt zu finanzieren. Die finanzielle Ausstattung der Schulen ist also etwas stärker vom Steueraufkommen des jeweiligen Schulbezirks abhängig.

### Schulstufen
Die Grundstufe des amerikanischen Schulsystems bildet die Elementary School. Was darauf folgt, ist von Schuldistrikt zu Schuldistrikt unterschiedlich.

#### Elementary School

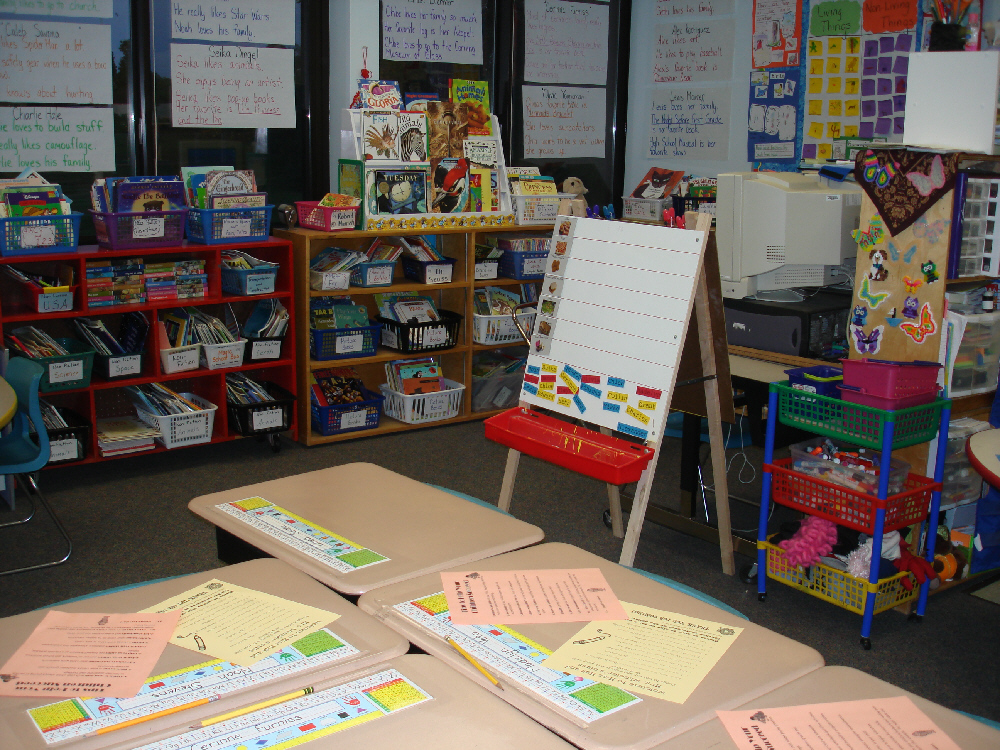
Im Unterrichtsraum einer 1. Klasse

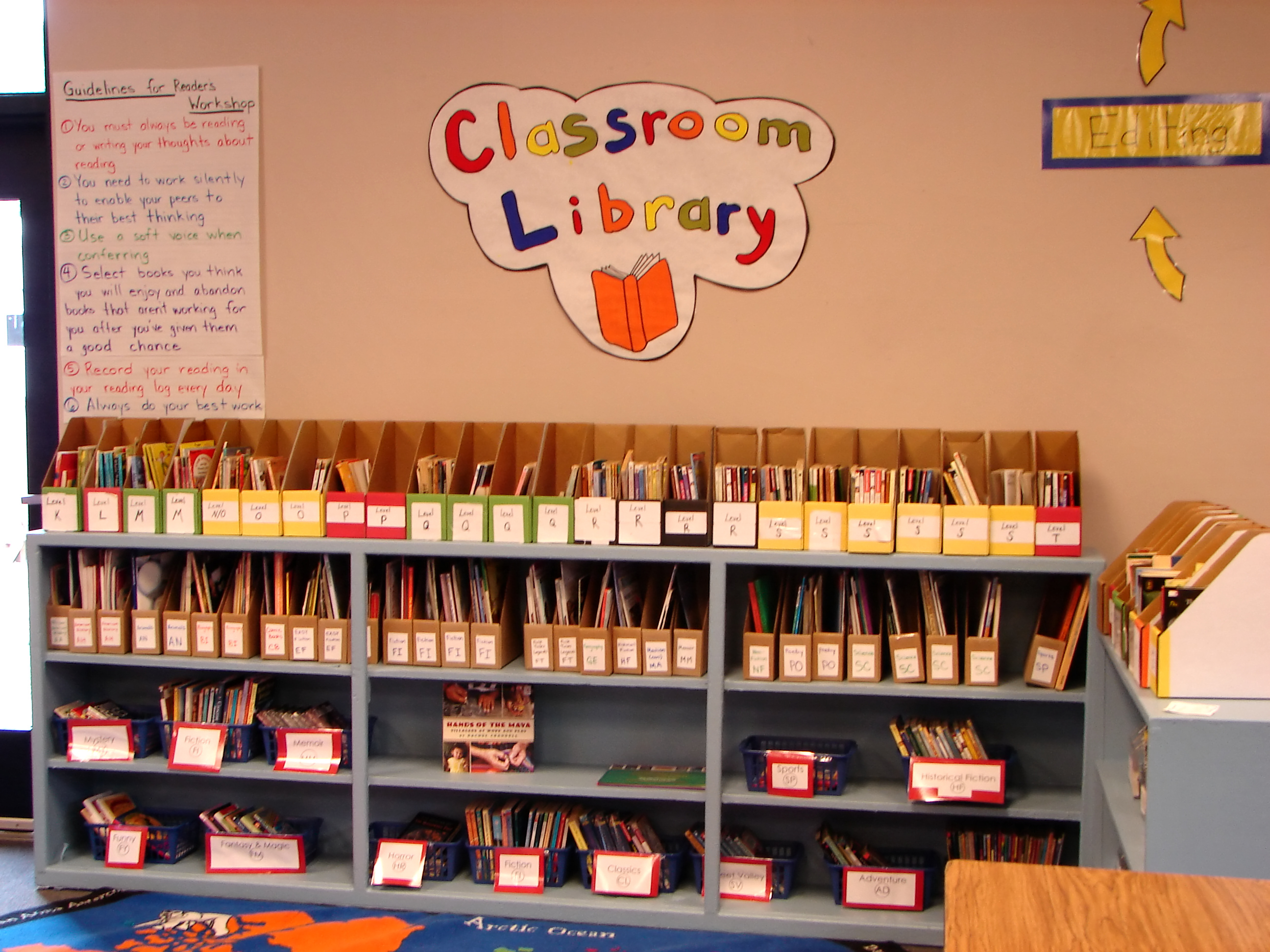
Über die Schulbibliothek hinaus besitzt jeder Klassenraum meist auch eine eigene kleine Bibliothek.

Die Kinder werden gewöhnlich mit vier oder fünf Jahren (siehe Grafik oben) in den sogenannten Kindergarten eingeschult, welches die obligatorische Vorschule in den USA darstellt, die zum Schulsystem gehört. In der International Standard Classification of Education entspricht dies der Stufe 0. Eine verpflichtende Vorschule gibt es, so wie in Deutschland, nicht. Davor haben die Kinder oftmals bereits ein privates oder öffentliches Betreuungsprogramm besucht (Day Care, Nursery School, Pre-school), welches in Deutschland dem eigentlichen Kindergarten entspricht. Es kommt daher regelmäßig zu Verwechslungen zwischen dem deutschen Kindergarten (in den USA „Pre-School“ oder „nursery school“ genannt) und dem amerikanischen „Kindergarten“, der in etwa der deutschen Vorschule entspricht.
Die Elementary Schools, die auch als Primary Schools oder  Grade Schools bezeichnet werden, umfassen die Klassenstufen vom Kindergarten bis zur vierten, fünften oder sechsten Klasse (je nach Schulbezirk). In Schulbezirken, in denen keine Middle Schools und Junior High Schools vorhanden sind, reichen sie auch bis zur achten Klasse. Diese Primarbildung  entspricht dem Level 1 der ISCED.
Die Klassengröße beträgt etwa 18–24 Kinder. Anders als an britischen Schulen, wo die Schüler pupils genannt werden, ist in den Vereinigten Staaten bereits von der Kindergartenstufe an die Bezeichnung students üblich. Das Lehrpersonal an amerikanischen Grundschulen ist, wie in vielen anderen Ländern, mehrheitlich weiblich. Der Klassenlehrer, der über jeden Schüler eine individuelle Akte führt, wird – besonders in finanziell gut ausgestatteten Schulbezirken – oft von einem Assistenten (Teacher Assistant) unterstützt. In integrativen Klassen, in denen auch behinderte Kinder unterrichtet werden, können sogar noch mehr Fachkräfte und Assistenten eingesetzt werden. Daneben werden in allen Klassenstufen Fachlehrkräfte für Sport, Kunst- und Musikerziehung – in den höheren Klassenstufen manchmal auch für Naturwissenschaften – eingesetzt. Diese Fachlehrer verfügen meist über eigene Unterrichtsräume.
Der Schultag der Grundschüler hat unabhängig vom Alter der Kinder etwa sechs Stunden und schließt ein kostenpflichtiges Mittagessen in der Schulkantine ein. Der Schultag, der mit dem feierlichen Treuegelöbnis beginnt, ist straff organisiert und wird nur durch eine Pause am Mittag unterbrochen, die von den Kindern – außer an kalten oder regnerischen Tagen – auf dem Schulspielplatz verbracht wird; in manchen Schuldistrikten sind auch zwei Pausen üblich. In der Kindergartenstufe und an vielen Schulen auch in der ersten Klasse wird der Unterricht jedoch auch durch freie Spielzeiten im Unterrichtsraum (Centers) unterbrochen. Etwa von der dritten Klasse an erhalten die Schüler an vielen Schulen auch Zeit zum freien Arbeiten (Study Hall), in der Hausaufgaben erledigt oder Bücher aus der Schulbibliothek gelesen werden können. Obwohl der Schultag kaum vor 15 Uhr endet, werden bereits von der ersten oder zweiten Klasse an jedem Tag Hausaufgaben erteilt.
Die Lehrziele amerikanischer Grundschulen entsprechen zu einem großen Teil denen deutscher, österreichischer und schweizerischer Schulen. Die Alphabetisierung der Kinder beginnt bereits in der Kindergartenstufe, also im Alter von 5 Jahren. Besondere Aufmerksamkeit gilt der Leseförderung. Die Klassenräume verfügen meist über eigene Büchersammlungen, und darüber hinaus besuchen die Klassen regelmäßig die Schulbibliothek, in der die Kinder von einer Fachlehrkraft betreut werden. Fremdsprachen werden – außer in Metropolen – an Grundschulen in der Regel nicht unterrichtet, dafür wird jedoch bereits früh Instrumentalunterricht angeboten.

#### Junior High School und Middle School
Das traditionelle Bindeglied zwischen Elementary School und High School ist die Junior High School, eine Schule, deren Fachabteilungen – wie an der High School – mehr oder weniger unabhängig voneinander arbeiten. Die Entwicklung dieses Konzepts wird Charles William Eliot, der 1869–1909 Präsident der Harvard University war, zugeschrieben. In zunehmendem Umfang treten an die Stelle der Junior High Schools heute Middle Schools. Der Hauptunterschied zur Junior High School besteht darin, dass die Fachlehrer der Middle School eng zusammenarbeiten und sogar interdisziplinäre Einheiten bilden. Junior High Schools und Middle Schools umfassen meist die Klassen 7 bis 9 (6th bis 8th grade), gelegentlich darüber hinaus auch die Klassen 6 (5th grade) oder 10 (9th grade).

#### (Senior) High School
Die High School – als Abgrenzung zur Junior High School (s. o.) oftmals auch als Senior High School (oder kurz: Senior High) bezeichnet – ist eine mit der deutschen Gesamtschule vergleichbare Einheitsschule des sekundären Bildungsbereichs (Sekundarstufe). Sie deckt in der Regel die Jahrgangsstufen 9 bis 12 ab und wird mit dem High School Diploma abgeschlossen. In der High School wird ausschließlich im Kurssystem unterrichtet, nicht im Klassenverband.

### Besonderheiten, die alle Schulstufen betreffen

#### Zensuren und Versetzung
Die Zensuren in den Vereinigten Staaten (wie auch in anderen englischsprachigen Ländern) sind an vielen Schulen keine Zahlen, sondern Buchstaben.
- A  = >90  % (sehr gut)
- B  = >80  % (gut)
- C  = >70  % (befriedigend)
- D  = >60  % (bestanden)
- F  = <60  % (nicht bestanden)

F bedeutet normalerweise ‚durchgefallen‘. Die Zensuren selbst können mit einem Plus (+) bzw. mit einem Minus (−) weiter differenziert werden.
Die Schulnote „E“ wird nicht vergeben.
An manchen Schulen werden Schülerleistungen statt in Buchstaben in Prozentwerten ausgedrückt.
Die Versetzung (Graduation) von einer Klassenstufe (bzw. Schulstufe) zur nächsten erfolgt, wenn das Programm erfolgreich absolviert wurde, an den meisten amerikanischen Schulen ohne weitere Prüfung. Der No Child Left Behind Act sieht für öffentliche Schulen allerdings regelmäßige Tests des Lernerfolgs vor. Schüler, die das Schuljahr nicht erfolgreich absolvieren konnten, erhalten in der Sommerzeit spezielle Nachschulungskurse (summer school). Alle Schüler müssen eine Hochschulaufnahmeprüfung bestehen, wenn sie eine Universität besuchen wollen, und in vielen Fällen werden zusätzlich zur Hochschulaufnahmeprüfung einige Advanced-Placement-Prüfungen (vergleichbar mit dem und in vielen Fällen gleichwertig zum Abitur) belegt. Die Vorbereitungen auf solche Advanced-Placement-Tests sind Leistungskurse (AP courses genannt), die dem deutschen Leistungskurs entsprechen und ihn in manchen Fällen überschreiten.

#### Inklusion
Die USA betrachten sich seit Langem als globaler Führer in Sachen Behindertenrecht und -politik. Der Erlass des Americans with Disabilities Act (ADA) 1990 setzte ein Zeichen für den gesetzgeberischen Willen des sozialen Modells in den USA. Der heute gültige Individuals with Disabilities Education Act gilt international als vorbildlich.

#### Schuluniform
Schuluniformen sind in den Vereinigten Staaten unüblich. Viele Schulen haben eine Kleiderordnung (dress code), die vorschreibt, welche Art Kleidung in der Schule getragen werden darf und welche nicht. Einige Schulen (vor allem Privatschulen) haben Schuluniformen. Dies soll z. B. die Disziplin an der jeweiligen Schule verbessern und/oder verhindern, dass es zu Neid/Mobbing oder Konkurrenzkämpfen wegen Markenkleidung kommt.

#### Schulbus
Die Mehrzahl der Kinder benutzt den Schulbus. Das 1970 eingeführte Crosstown School Bussing, bei dem Kinder mit dem Schulbus in andere Stadtteile gebracht wurden, um eine Isolierung afro-amerikanischer Kinder in rein afro-amerikanischen Schulen zu vermeiden, wurde nach und nach wieder abgeschafft und durch andere Maßnahmen ersetzt. Die Wahl der Schule ist heute frei, auch innerhalb des staatlichen Schulsystems.

#### Hochbegabtenförderung

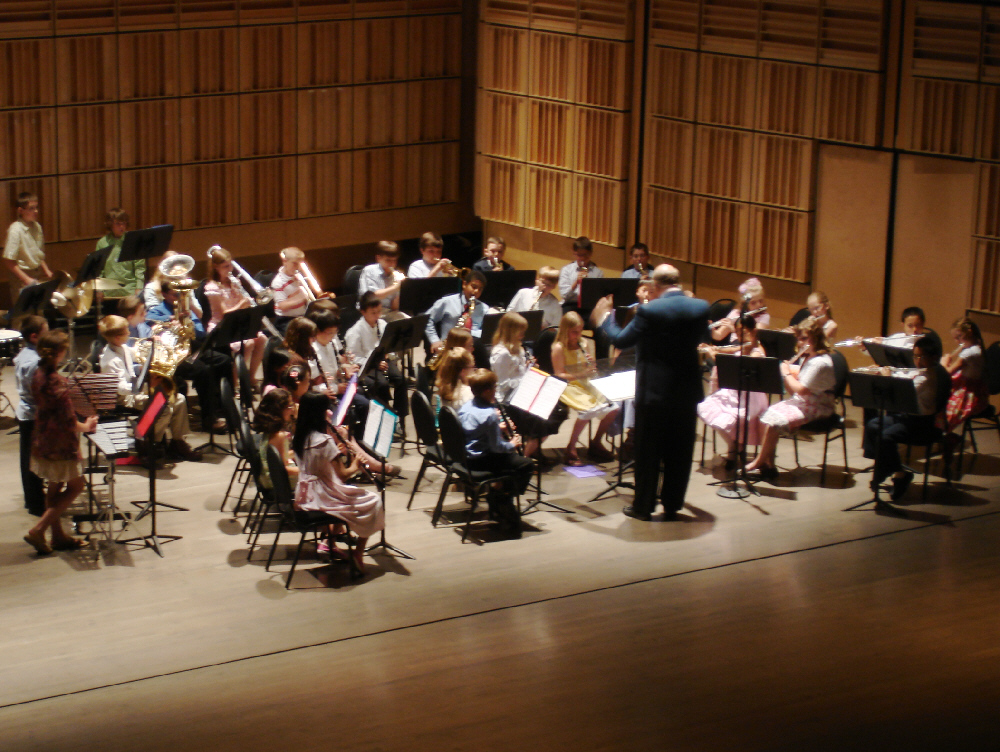
Grundschul-Orchester

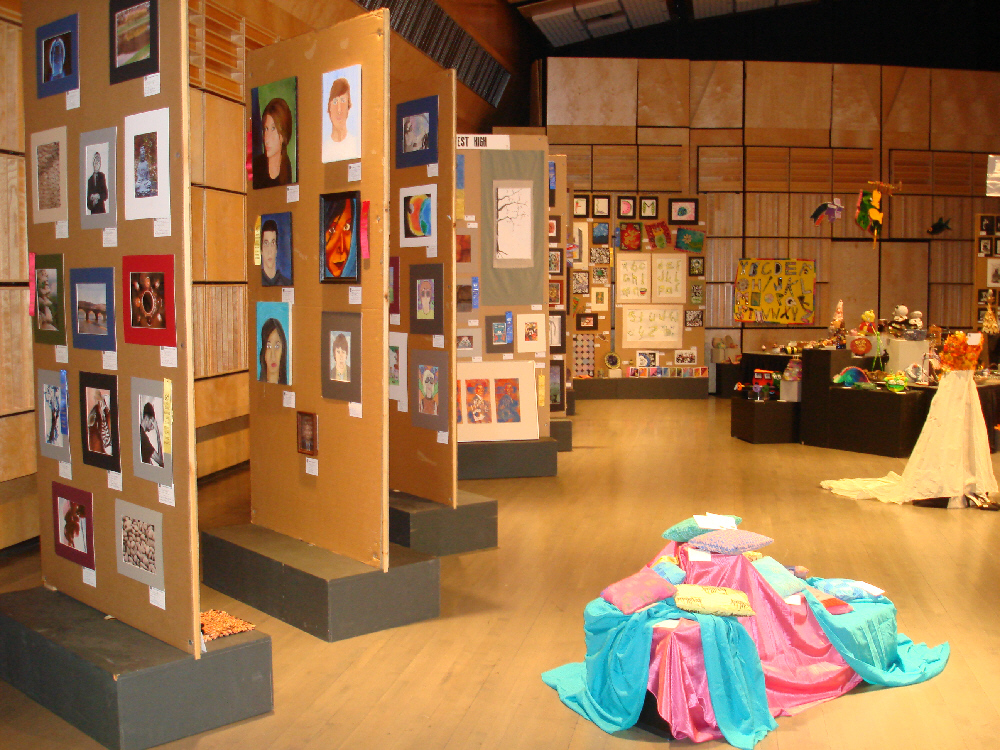
Schüler-Kunstausstellung

In Schulbezirken, die über hohe Steuereinnahmen verfügen, bestehen oftmals spezielle Hochbegabtenförderungsprogramme (Educational Enrichment). Am Ende des ersten Schuljahres werden Kinder, die dafür in Frage kommen, auf Empfehlung des Klassenlehrers und Wunsch der Eltern einem Schulpsychologen vorgestellt, der mit dem Kind einen Intelligenztest durchführt. Kinder, die sich für das Programm qualifiziert haben, werden stundenweise aus dem Klassenverband herausgenommen und erhalten in Kleingruppen bei einem Fachlehrer Projektunterricht. Darüber hinaus können sie auch innerhalb des normalen Unterrichts im Klassenverband Sonderübungen erhalten, die ihrer Begabung entsprechen; dies betrifft besonders den Mathematik- und Englischunterricht. Von der Middle School an werden hochbegabte Kinder in so genannten Honor-Kursen gefördert, die speziell für Schüler mit weit überdurchschnittlichen Noten eingerichtet sind. An der High School können Honors-Schüler sogar bereits Punkte sammeln, die es ihnen später am College ermöglichen, bestimmte Grundlagenkurse zu überspringen. An vielen High Schools können begabte Schüler statt eines gewöhnlichen High School Diploma auch das anspruchsvollere International Baccalaureate erwerben.

#### Schülerwettbewerbe und über-curriculare Talentförderung
Charakteristisch für das Bildungswesen der Vereinigten Staaten ist eine ausgeprägte, über den eigentlichen Unterricht hinausgehende Breitenförderung sowohl naturwissenschaftlicher als auch künstlerischer Begabungen. Von der Kindergartenstufe an können Schüler an Science Fairs, Kunstwettbewerben und ähnlichem teilnehmen. Viele Schulen – von der Grundschule an – besitzen eigene Chöre, Instrumentalensembles und Orchester.

#### Eltern-Lehrer-Organisationen
An allen Schulen bestehen Parent Teacher Organizations oder Parent Teacher Associations (Eltern-Lehrer-Organisationen, -Vereine), in denen Lehrer und Erziehungsberechtigte ihre Interessen koordinieren. Die PTO bzw. PTA, die im weitesten Sinne einem deutschen Elternverein entspricht, arbeitet eng mit der Schulleitung zusammen und organisiert u. a. Fundraisers zur Finanzierung zusätzlicher Unterrichtsmittel.

### Geschichte und aktuelle Bildungspolitik
Siehe Bildungsgeschichte in den Vereinigten Staaten

## Berufsbildung
Praktische Berufsausbildung – in Amerika „Vocational Training“ genannt – gibt es nur punktuell und ist wenig angesehen. Trotz technischer Modernisierung in den meisten Arbeitsstellen der Industrie behalten Jobs in der Fertigung einen schlechten Ruf. Nur etwa die Hälfte der High-School-Absolventen geht auf vierjährige Colleges, von denen wiederum nur 30 Prozent einen akademischen Abschluss erreichen. Die berufliche Erstausbildung erfolgt an „Community Colleges“ oder „Vocational Institutions“. Dort können berufsqualifizierende Abschlüsse (Associate‘s Degrees, Bachelor) oder Zertifikate (Certificate of Competency) erworben werden. Module, die man auf einer berufsbildenden High School erfolgreich abgeschlossen hat, können angerechnet werden. Dann können Schüler während der Arbeit (on the job) oder in von Gewerkschaften oder Berufsverbänden angebotenen Lehren ausgebildet werden (Registered Apprenticeships). Diese betriebliche Ausbildung dauert ein bis sechs Jahre. Der schulische Teil findet je nach Bundesstaat, Branche und Unternehmen in Einrichtungen wie Community Colleges, Schulen oder Kursräumen der Unternehmen statt. Das Ausbildungsprogramm endet meist mit einer Abschlussprüfung. Der Ausbildungsabschluss Certificate of Completion of Apprenticeship ermöglicht es – je nach Fachrichtung und Bundesstaat – sich selbständig zu machen. Die Programme werden beim Office of Apprenticeship des Arbeitsministeriums oder bei akkreditierten staatlichen Büros (State Apprenticeship Agencies) registriert. Der Begriff „Vocational Education“ soll durch „Career Technical Education“ (CTE) ersetzt werden. In den USA steigt die Nachfrage nach qualifiziertem Personal, dagegen besteht ein Überschuss an Akademikern. Dies war 2008 das Motiv den Higher Education Act (HEA) zu überarbeiten.

## Qualität

### Qualitätssicherung
Eine wichtige Rolle bei der Qualitätssicherung der Bildungseinrichtungen spielen in den USA unabhängige Organisationen wie z. B. die Northwest Association of Colleges and Universities oder die Northcentral Association of Secondary Schools, die Schulen prüfen und vielbeachtete Akkreditierungen erteilen bzw. vorenthalten.
Zur Qualitätssicherung führte Präsident George W. Bush die Gesetzesinitiative No Child Left Behind Act (NCLB, Public Law 107–110) ein; das Gesetz ist seit Januar 2002 in Kraft. Auf dieser Grundlage bildeten sich u. a. viele Charter Schools, die von der US-Regierung finanziell gefördert werden und eine Alternative zu den herkömmlichen High Schools bilden. Das NCLB-Programm prägt jedoch auch die Arbeit an den Grundschulen, Junior High Schools und Middle Schools. Das Programm ist jedoch stark umstritten. Kritisiert wird es insbesondere von Eltern mit hohem Bildungsniveau, die fürchten, dass ihre begabten Kinder an staatlichen Schulen keine angemessene Förderung mehr erhalten.

### Internationaler Vergleich und Kritik
Im Vergleich zu anderen entwickelten Staaten erreichen die Fähigkeiten der Schüler und Absolventen oft nur unterdurchschnittliche Leistungen. In den PISA der OECD belegten 2003 in Mathematik 15-jährige den 24. Platz, in Naturwissenschaften den 19. Platz, in Lesen den 12. Platz und in Problemlösungsfähigkeiten den 26. Platz. Teilgenommen an der Studie hatten 38 Staaten. Die Ergebnisse haben sich 2015 nicht wesentlich geändert. Gemäß einer Statistik des National Center for Education Statistics, wo alle Personen zwischen 16 und 24 Jahren gezählt werden, die weder eine Schule besuchen noch einen High-School-Abschluss oder einen gleichwertigen Nachweis wie einen bestandenen General Educational Development Test vorzuweisen haben, sinkt die Dropout Rate stetig und liegt 2018 bei 5,3 Prozent. Viele Wirtschaftsführer haben schon seit den 1980er Jahren Bedenken geäußert, dass die Qualität des US-Bildungssystems in seiner Gesamtheit unter einem akzeptablen Niveau liegt (Nation at Risk 1983).